# 多布羅斯拉維夫卡
50°19′29″N 34°49′37″E / 50.32472°N 34.82694°E
多布羅斯拉維夫卡（羅馬化：Dobroslavivka）是位於烏克蘭東北部的村莊，由蘇梅州奧赫特爾卡區的切爾內奇納市鎮負責管轄。該村處於沃爾斯克拉河畔，距離切爾內奇納1.5公里，海拔高度108米。